# Diede Diederiks
Diede Diederiks (* 19. März 1991) ist eine niederländische Duathletin und Triathletin. Sie ist Weltmeisterin Cross-Duathlon (2023), Europameisterin Triathlon Mitteldistanz (2023) und Europameisterin über die Duathlon-Mitteldistanz (2022).

## Werdegang
Diede Diederiks wurde 2019 niederländische Meisterin Cross-Triathlon.
Im September 2021 gewann sie in Polen im Triathlon die Erstaustragung des Ironman 70.3 Warschau (1,9 km Schwimmen, 90 km Radfahren und 21,1 km Laufen) und im selben Monat wurde sie Vize-Europameisterin Xterra Cross Triathlon.
Im selben Jahr wurde sie auch nationale Duathlon-Meisterin.
Im April 2022 wurde Diederiks im deutschen Alsdorf Duathlon-Europameisterin auf der Mitteldistanz.
Im September konnte sie in Polen bei der Erstaustragung des Ironman 70.3 Poznań zum zweiten Mal ein Ironman-70.3-Rennen für sich entscheiden.
Die 32-Jährige wurde im Mai 2023 ITU-Weltmeisterin Cross-Duathlon. Im August 2023 gewann Diederiks ihr drittes Ironman-70.3-Rennen im polnischen Gdynia und drei Wochen später wurde sie in Belgien ETU-Europameisterin auf der Triathlon-Mitteldistanz.
Im Juni 2025 wurde sie Dritte auf der Langdistanz bei der Erstaustragung des Ironman Les Sables d’Olonne-Vendée.

## Sportliche Erfolge
| Datum/Jahr    | Rang | Wettbewerb                                          | Austragungsort | Zeit     | Bemerkung                              |
| ------------- | ---- | --------------------------------------------------- | -------------- | -------- | -------------------------------------- |
| 10. Apr. 2022 | 1    | ETU Middle Distance Duathlon European Championships | Alsdorf        | 02:45:01 | Europameisterin Duathlon Mitteldistanz |
| 9. Okt. 2021  | 1    | NED Duathlon National Championships                 | Almere         | 02:00:38 | Nationale Meisterin Duathlon           |
| 15. Mai 2021  | 3    | NED Sprint Duathlon National Championships          | Sittard        | 01:02:09 |                                        |
| 12. Mai 2019  | 4    | NED Sprint Duathlon National Championships          | Hoogerheide    | 00:57:33 |                                        |

| Datum/Jahr    | Rang | Wettbewerb                         | Austragungsort      | Zeit     | Bemerkung                                          |
| ------------- | ---- | ---------------------------------- | ------------------- | -------- | -------------------------------------------------- |
| 22. Juni 2025 | 3    | Ironman Les Sables d’Olonne-Vendée | Les Sables-d’Olonne | 08:49:30 | bei der Erstaustragung                             |
| 4. Mai 2025   | 7    | Ironman 70.3 Venice-Jesolo         | Venedig             | 04:06:50 |                                                    |
| 26. Mai 2024  | 4    | Ironman 70.3 Kraichgau             | Kraichgau           | 04:26:38 |                                                    |
| 19. Nov. 2023 | 5    | Ironman Mexico                     | Cozumel             | 08:03:14 | das Schwimmen wurde abgesagt; erster Ironman-Start |
| 14. Okt. 2023 | 3    | Challenge Peguera Mallorca         | Peguera             | 04:24:18 | [ 3 ]                                              |
| 18. Sep. 2023 | 4    | Ironman 70.3 Knokke-Heist          | Knokke-Heist        | 04:15:55 |                                                    |
| 6. Aug. 2023  | 1    | Ironman 70.3 Gdynia                | Gdynia              | 03:37:22 |                                                    |
| 22. Apr. 2023 | 2    | Challenge Gran Canaria             | Mogán               | 04:17:52 | [ 4 ]                                              |
| 9. Dez. 2022  | 3    | Ironman 70.3 Bahrain               | Manama              | 04:07:43 | hinter der Französin Marjolaine Pierré             |
| 9. Okt. 2022  | 2    | Ironman 70.3 Venice-Jesolo         | Venedig             | 04:12:17 |                                                    |
| 4. Sep. 2022  | 1    | Ironman 70.3 Poznań                | Posen               | 04:10:07 | Siegerin der Erstaustragung                        |
| 19. März 2022 | 9    | Ironman 70.3 Lanzarote             | Lanzarote           | 04:42:28 |                                                    |
| 5. Sep. 2021  | 1    | Ironman 70.3 Warschau              | Warschau            | 04:14:59 |                                                    |
|               |      |                                    |                     |          |                                                    |

| Datum/Jahr    | Rang | Wettbewerb                                 | Austragungsort | Zeit     | Bemerkung                                                                     |
| ------------- | ---- | ------------------------------------------ | -------------- | -------- | ----------------------------------------------------------------------------- |
| 24. Sep. 2021 | 2    | Xterra European Championships              | Andalo         | 02:37:59 | Vize-Europameisterin Xterra Cross Triathlon; hinter er Französin Morgane Riou |
| 21. Aug. 2021 | 2    | Xterra Germany                             | Olbersdorf     |          |                                                                               |
| 8. Sep. 2019  | 1    | NED Cross Triathlon National Championships | Almere         | 02:20:00 |                                                                               |
|               |      |                                            |                |          |                                                                               |

| Datum/Jahr  | Rang | Wettbewerb                             | Austragungsort | Zeit     | Bemerkung |
| ----------- | ---- | -------------------------------------- | -------------- | -------- | --------- |
| 3. Mai 2023 | 1    | ITU Cross Duathlon World Championships | Ibiza          | 01:45:41 |           |

(DNF – Did Not Finish)